# بسته بدون-سر تخت

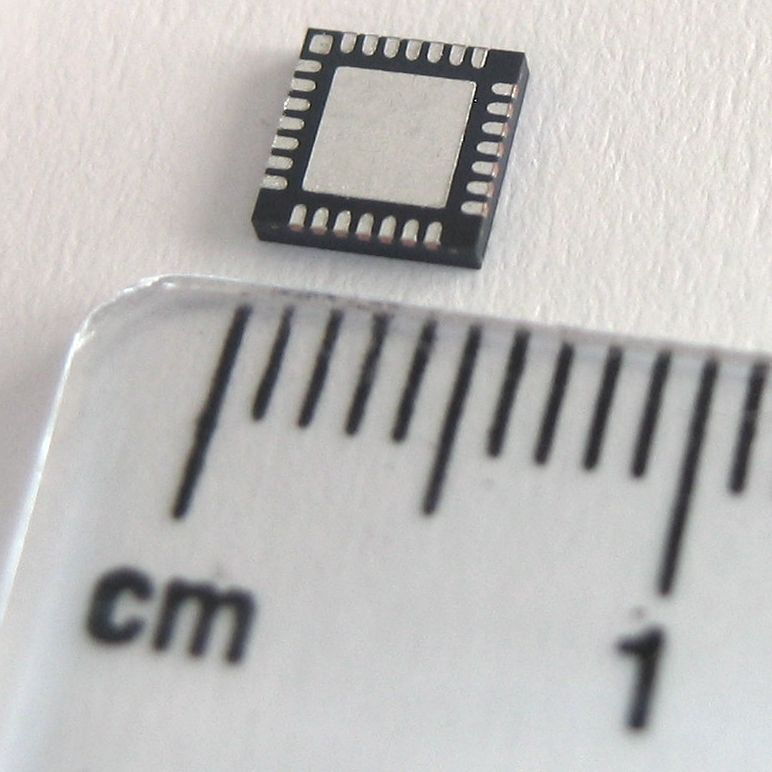
کیواف‌اِن ۲۸-پایه، وارونه برای نمایش اتصالات و پد حرارتی/زمین

بسته‌های بدون-سَرِ تخت مانند بدون-سر تخت چهارطرفه (QFN) و بدون-سر تخت دوطرفه (DFN) از لحاظ فیزیکی و الکتریکی مدارات مجتمع را به برد مدار چاپی متصل می‌کند. بدون-سرهای تخت، همچنین به عنوان ریز قاب‌پایه (MLF) و SON (بدون-سر با پیرامون کوچک) شناخته می‌شود، یک فناوری نصب-سطحی، یکی از چندین فناوری بسته‌بندی است که IC‌ها را بدون تمام-سوراخ به سطوح PCB متصل می‌کند. بدون-سر تخت یک بسته پلاستیکی محصور در مقیاس-تراشه است که با یک زیرلایهٔ مسطح قاب پایهٔ مسی ساخته شده‌است. سرهای‌ پیرامونی در زیر بسته، اتصالات الکتریکی را به PCB فراهم می‌کند بسته‌های بدون-سر تخت شامل یک پد رسانشی گرما برای بهبود انتقال حرارت از IC (به PCB) است. انتقال حرارت را می‌توان با استفاده از میان‌راه‌های فلزی در پد گرمایی تسهیل کرد. بسته QFN شبیه بسته تخت چهارطرفه (QFP) و یک آرایه مشبک توپی (BGA) است.